# Фридрих Вильгельм Гогенцоллерн
Фридрих Вильгельм Фердинанд Йозеф Мария Мануэль Георг Мейнрад Фиделис Бенедикт Губерт Гогенцоллерн (нем. Friedrich Wilhelm Ferdinand Joseph Maria Manuel Georg Meinrad Fidelis Benedikt Michael Hubert von Hohenzollern; (3 февраля 1924 — 16 сентября 2010) — глава и титулярный князь дома Гогенцоллерн-Зигмаринген (6 февраля 1965 — 16 сентября 2010).

## Биография
Фридрих Вильгельм родился 3 февраля 1924 года в замке Умкирх, земля Баден-Вюртемберг. Старший сын принца Фридриха Гогенцоллерна (1891—1965), главы княжеского рода Гогенцоллерн-Зигмаринген (1927—1965), и принцессы Маргариты Каролы Саксонской из династии Веттинов (1900—1962), дочери последнего короля Саксонии Фридриха Августа III Веттина и эрцгерцогини Луизы Австрийской, принцессы Тосканской.
Вначале учился в начальной школе в Фрайбург-им-Брайсгау, а с 1935 года в гимназии Бертольда в том же городе. В 1943 году принц прошел шестимесячную трудовую повинность, но из-за своего дворянского происхождения в Вермахт зачислен не был. С сентября 1944 по апрель 1945 года вместе с семьёй был принудительно переселен из Зигмарингена в замок Вильхлинген в Лангенеслингене. После окончания гимназии имени Фридриха во Фрайбурге принц учился во Фрайбургском университете имени Альберта и Людвига и Женевском университете, окончив обучение в 1948 году.
6 февраля 1965 года после смерти своего отца Фридрих Вильгельм стал новым главой княжеского дома Гогенцоллерн-Зигмаринген (1965—2010).
С 1972 по 1992 года — руководитель Мальтийского ордена в Германии. Принц способствовал созданию Мальтийской службы помощи в Германии.
До своей смерти Фридрих Вильгельм Гогенцоллерн являлся владельцем группы компаний «Unternehmensgruppe Fürst von Hohenzollern». С 2006 года — глава финансового совета по управлению общего имущества дома Гогенцоллерн-Зигмаринген. В состав имущества входят родовой замок Зигмаринген, горнолыжные подъёмники на горе Большой Явор в Баварском лесу, пакеты акций промышленных предприятий «ZOLLERN GmbH & Co. KG und dem Wein» «Sektunternehmen Prinz von Hohenzollern GmbH».
Согласно конституции Румынского королевства от 1923 года, если король Михай I умрёт без наследников мужского рода, потомки принца Фридриха Вильгельма Гогенцоллерна могли претендовать на румынский королевский престол. Однако князь Вильгельм Гогенцоллерн-Зигмаринген, дед Фридриха Вильгельма, ещё в 1886 году отказался от своих претензий на румынский трон в пользу своего младшего брата Фердинанда, который в 1914 году стал новым королём Румынии.
16 сентября 2010 года 86-летний Фридрих Вильгельм Гогенцоллерн скончался в родовом замке Зигмаринген. Похороны князя состоялись 23 сентября 2010 года в храме Христа Спасителя в монастыре Хенинген.

## Брак и дети
3 февраля 1951 года принц Фридрих Вильгельм в Зигмарингене женился на принцессе (княжне) Маргарите Илеане Виктории Александре цу Лейнинген (Лейнингенской) (9 мая 1932, Кобург, Бавария — 16 июня 1996, Иберлинген, Баден-Вюртемберг), второй дочери Карла ІІІ, 6-го князя Лейнингенского (1898—1946) и его жены, великой княжны Марии Кирилловны Романовой (1907—1951). 16 июня 1996 года его жена Маргарита покончила жизнь самоубийством.
Супруги имели трёх детей:
- Принц Карл Фридрих Гогенцоллерн (род. 20 апреля 1952), глава дома Гогенцоллерн-Зигмаринген (с 2010), был женат (1985-2010) на Александре Шенк фон Штауффенберг, 4 детей
- Принц Альбрехт Иоганнес Гогенцоллерн (род. 3 августа 1954), женат на Натали Рокабадо де Виетс, двое детей
  - принцесса Жозефина (род. 2002)
  - принцесса Евгения (род. 2005)
- Принц Фердинанд Мария Фиделис Леопольд Мейнрад Валентин Гогенцоллерн (род. 14 февраля 1960), женат на графине Илоне Кальноки фон Кёрёшпатак, трое детей.

## Титулы
- 3 февраля 1924 — 22 октября 1927 — Его Светлость Принц Фридрих Вильгельм Гогенцоллерн
- 22 октября 1927 — 6 февраля 1965 — Его Светлость Наследный Принц Гогенцоллерн
- 6 февраля 1965 — 16 сентября 2010 — Его Высочество Принц Гогенцоллерн

## Награды
- Кавалер ордена Серафимов (1961)
- Кавалер большого креста Константиновского ордена Святого Георгия
- Кавалер ордена Святого Губерта
- Кавалер офицерского креста (крест заслуги 1-го класса) Ордена «За заслуги» Федеративной Республики Германия
- Кавалер ордена Чёрного орла
- Кавалер ордена Золотого руна.